# Rohnny Westad
Rohnny Westad (Trondheim, 12 febbraio 1972) è un ex calciatore norvegese, di ruolo portiere.

## Carriera

### Club
Westad giocò nel Rosenborg nel 1992, per poi passare al Bodø/Glimt a partire dalla stagione successiva. In questa squadra, fu titolare nella finale dell'edizione 1993 (vinta) e nell'edizione 1996 (persa) della Norgesmesterskapet.
Vestì poi la maglia del Brann e nuovamente quella del Bodø/Glimt, ritirandosi nel 2002.
Uno scontro di gioco, avvenuto in una gara della Coppa delle Coppe 1994-1995 contro la Sampdoria, che ha coinvolto Westad e l'attaccante Mauro Bertarelli, ha causato un grave infortunio a quest'ultimo.